# Epsomiet

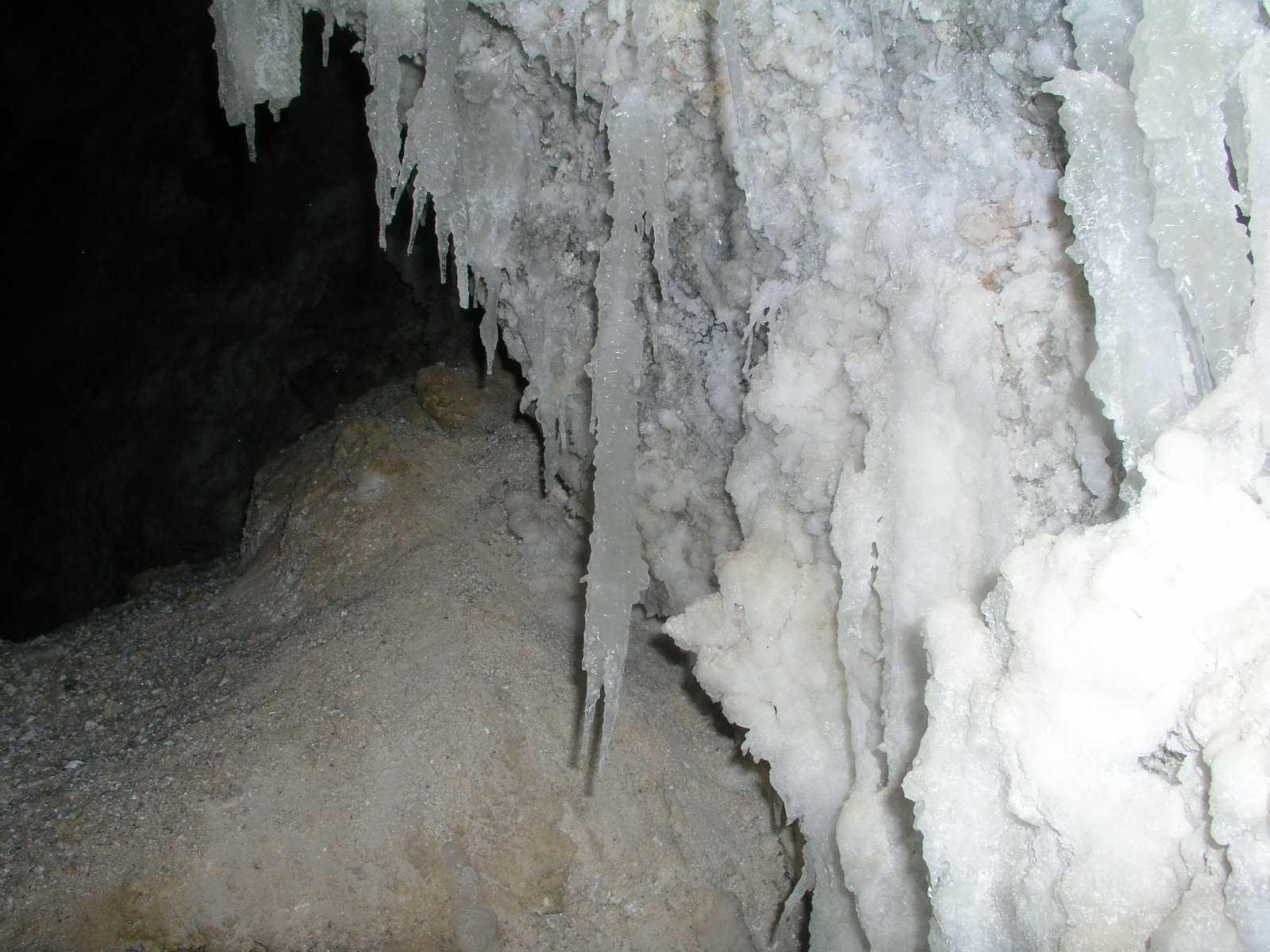

Het mineraal epsomiet is een gehydrateerd magnesium-sulfaat met de chemische formule Mg(SO4)·7(H2O).

## Eigenschappen
Het doorzichtig tot doorschijnende kleurloze, wit tot groenwitte epsomiet heeft een witte streepkleur, een glasglans en de splijting is perfect volgens kristalvlak [010] en duidelijk volgens [101]. De gemiddelde dichtheid is 1,67 en de hardheid is 2 tot 2,5. Het kristalstelsel is orthorombisch en het mineraal is niet radioactief.

## Naamgeving
Het mineraal epsomiet is genoemd naar de plaats waar het veel gevonden werd, Epsom, Surrey, Engeland.

## Voorkomen
Epsomiet is een typisch mineraal in evaporieten, maar komt ook voor als afzetting op grotwanden en in vulkanisch actieve gebieden. De typelocatie is Kruger Mountain, Oregon, VS.